# Pavlos Chaikalis
Pavlos Chaikalis (IPA: [ˈpavlos xeˈkalis]), traslitterato anche come Pavlos Haikalis (in greco: Παύλος Χαϊκάλης; Katakolo, 30 ottobre 1959) è un attore e politico greco.

## Biografia

### Carriera politica
Di professione attore, secondo i dati disponibili presso l'Internet Movie Database il suo nome è Pavlos Haikalis. Secondo il sito del Parlamento Ellenico invece il suo nome è Pavlos Chaikalis. All'inizio del 2012 decise di entrare in politica perché si iscrisse al partito Greci Indipendenti (ANEL) e quindi alle elezioni parlamentari del 17 maggio 2012 è stato eletto deputato al Parlamento Ellenico per la Circoscrizione Attica. Riletto alle elezioni anticipate del 17 giugno 2012, si colloca all'opposizione del Governo Samaras.
Durante le votazioni presidenziali del dicembre 2014, Chaikalis ha denunciato di aver ricevuto un tentativo di corruzione e lobbying, con promessa di una bustarella di 700.000 euro per lui oltre a 2-3 milioni da usare "per fare proselitismo", da parte di un banchiere per non far cadere il Governo Samaras I al fine di evitare le elezioni anticipate: Chaikalis però respinse l'offerta corruttiva, registrò la conversazione ad insaputa del corruttore e pubblicò i nastri. Nonostante ciò, la Commissione etica del Parlamento Ellenico decise di archiviare la denuncia, tra le proteste di tutti i partiti di opposizione, perché era composta a maggioranza ND-PASOK. La magistratura greca però continua ad indagare sul caso.
Alle elezioni parlamentari anticipate del 25 gennaio 2015 Chaikalis è stato rieletto deputato risultando il candidato più votato di ANEL nella Circoscrizione Attica. Chaikalis fece parte della maggioranza parlamentare che sostenne il Governo Tsipras I (composto da ANEL e SYRIZA).
Il 17 Luglio 2015, Pavlos Chaikalis è stato nominato sotto-ministro alla Previdenza Sociale, dal Primo Ministro greco Alexis Tsipras. La sua partecipazione al governo è accettata con perplessità ma anche con umorismo e attacchi ironici nei media sociali della Grecia.